# James Elliot
Pour les articles homonymes, voir Elliot.
James Ludlow Elliot, né le 19 juin 1943 et mort le 3 mars 2011, est un astronome américain. Il est connu comme membre d'une équipe à l'origine de la découverte des anneaux d'Uranus, de même que de l'étude du réchauffement climatique sur Triton, une des lunes de Neptune.
Il est diplômé du Massachusetts Institute of Technology et de l'université Harvard.
Il a dirigé l'observatoire astrophysique George R. Wallace, Jr. du MIT jusqu'à sa mort.
L'astéroïde (3193) Elliot a été nommé en son honneur.

## Publication
- James Elliot and Richard Kerr, Ring : Discoveries from Galileo to Voyger, The MIT Press, Cambridge 1984  (ISBN 0-262-05031-5) 209 p.[1]